# Euphorbia heishuiensis
Euphorbia heishuiensis är en törelväxtart som beskrevs av Wen Tsai Wang. Euphorbia heishuiensis ingår i släktet törlar, och familjen törelväxter. Inga underarter finns listade i Catalogue of Life.